# Regierungsbezirk Stralsund
Regierungsbezirk Stralsund var et regeringsområde i den preussiske Provinz Pommern 1818–1932. Det havde et areal på 4 014 km² og 225 148 indbyggere (1910). Det omfattede 5 kredse: Franzburg, Greifswald, Grimmen, Rügen og by-kredsen Stralsund.

## Historie
Regierungsbezirk Stralsund var en af tre pommerske regeringsområder, som blev dannet i 1818. Det omfattede områderne Svensk Forpommern, Neuvorpommern og Rügen.
Regeringsområderne var omkring 1846 inddelt i fire kredse, hvoraf af tre havde navne efter de byer, hvor landsrådene  havde deres sæde. Den fjerde Kreis Rügen fik sit navn efter øen Rügen.